# Ájurvéda

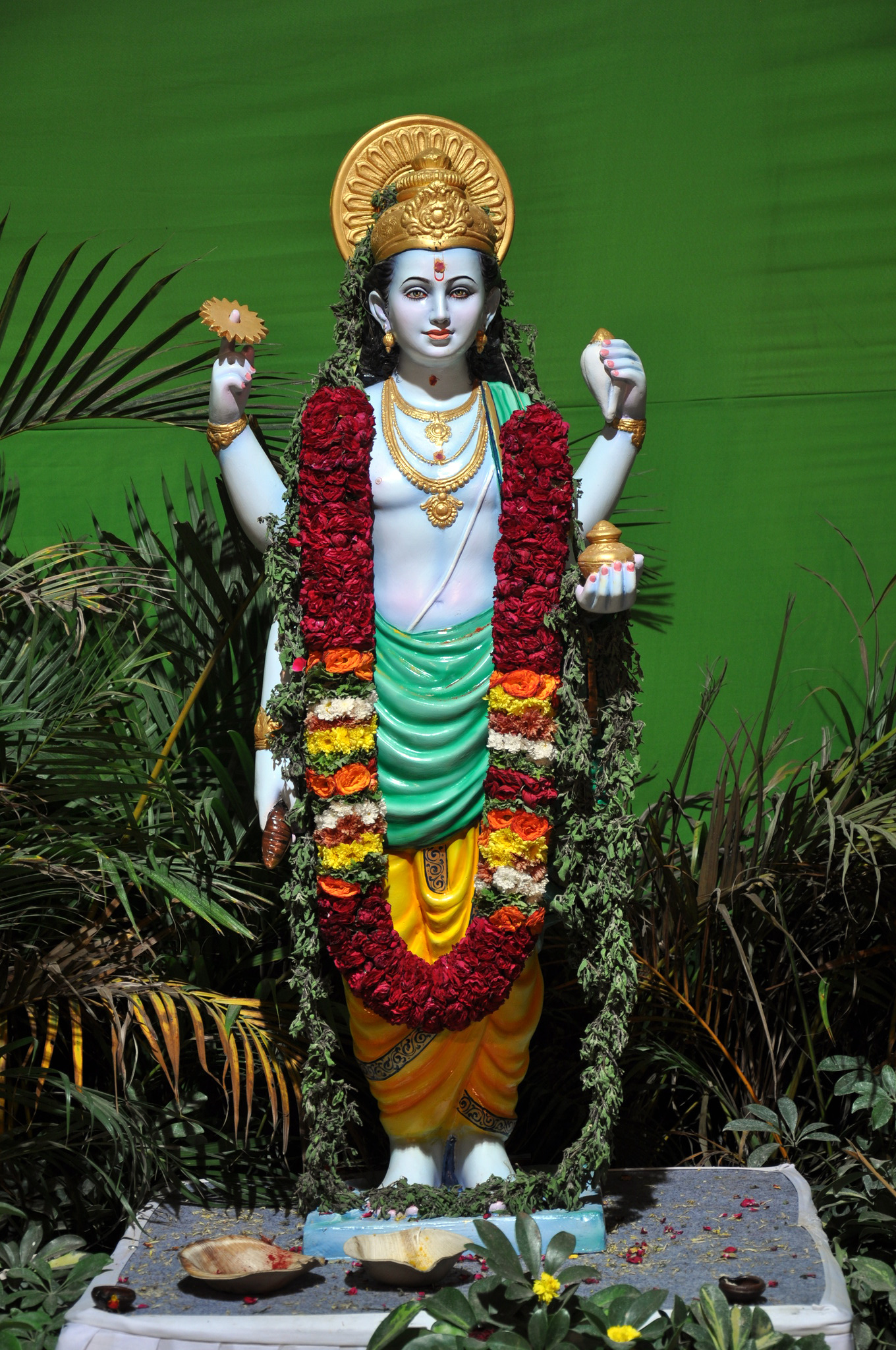
Dhanvantari s pohárem nektaru života

Ájurvéda (v dévanágarí आयुर्वेद) je sanskrtské slovo (ájus (život, dlouhověkost, životní síla, zdraví) + véda (vědění), tj. nauka o zdraví) je systém tradičního indického lékařství praktikovaný i v jiných zemích, včetně České republiky, jako systém alternativní a komplementární medicíny. Nejstarší literatura o ájurvédě pochází již z védského období v Indii. Nejvlivnější díla jsou Sušrutasanhitá a Čarakasanhitá, která ovlivňují tradiční lékařství i v tomto období. Ájurvédští praktičtí lékaři používají ájurvédské bylinné preparáty a ájurvédské léčebné metody při lehkých onemocněních a chorobách. V západním světě se ájurvéda stala alternativním léčebným způsobem v zemích, kde její léčebné metody byly patentovány a duševní vlastnická práva legalizována jak západními, tak i indickými institucemi. Také ve Spojených státech je ájurvéda považována za komplementární a alternativní lékařství, přičemž některé její způsoby, jako bylinkářství, masírování a jóga, platí za samostatná odvětví.

## Historie
Ájurvéda odvozuje své počátky z véd, obzvláště z Atharvavédy, která souvisí s náboženstvím a mytologií. V souladu s Atharvavédou obdržel ájurvédu Dhanvantari od brahmy asi ve 2. tisíciletí př. n. l. a byl pak zbožňován jako bůh medicíny.
- V 1. tisíciletí př. n. l. vznikla Sušrutasanhitá,[3] která je považována za nejautentičtější sbírku ájurvédského učení. Skládá se ze 184 kapitol, ve kterých Sušruta popisuje 1120 chorob, 700 léčivých bylin, 64 preparátů z minerálních látek a 57 preparátů ze živočišných látek. Mimoto se věnuje i chirurgii.
- Další známé dílo o ájurvédě je Čarakasanhitá, která pojednává o interní medicíně. Všeobecně je uznávána jako nejstarší pojednání o ájurvédě.[7]
- Třetí nejznámější pojednání o ájurvédě je od Vágbhaty, syna dvorního lékaře Simhagupty, který popisuje ve stejnojmenném spisu tradiční ájurvédskou medicínu.[6]
- Známý je také spis mudrce Háríty, který popisuje především léčivé vlastnosti potravin.
- Také Agnivéša tantra, napsaná legendárním mudrcem Agnivéšem, žákem védského mudrce Bharadvádži, ovlivnila různé pozdější ájurvédské spisy.[8]

## Základní princip
Ájurvéda je považována za nejstarší a nejholističtější systém péče o zdraví. Podle ájurvédy je stabilní rovnováha tří základních energetických charakteristik – dóš – základem zdraví. Podle klasické ájurvédy má každý člověk již od narození zcela specifický a vyvážený poměr tří dóš (tridóša) a jejich nerovnováha způsobuje pocity nevole, bolesti, onemocnění a choroby.

### Vlastnosti a působnost
Je dvacet pět vlastností, které se k dóšám vztahují:
1. VÁTA – suchost, pohyblivost, chladnost, lehkost, proměnlivost, jemnost, hrubost, rychlost,
2. PITTA – horkost, ostrost, světlo, vlhkost, mastnost, tekutost, kyselost,
3. KAPHA – těžkost, zdrženlivost, olejnatost, sladkost, stabilnost, pomalost, měkkost, lepkavost, těžkopádnost a chladnokrevnost.

Orgány a poruchy, které nejvíce souvisí s působností jednotlivých dóš, jsou:
1. VÁTA – hrtan, krevní oběh, nervový systém
2. PITTA – žluč, žaludek, střeva, játra, slezina, srdce, oči a kůže
3. KAPHA – hlen, dutiny, kostra, zuby, nehty

Ve vztahu k přírodě a k přírodním silám jsou dóši prostředníky mezi duchem a okolním světem:
1. VÁTA – směs éteru a vzduchu
2. PITTA – směs ohně a vody
3. KAPHA – směs země a vody

K přesnějšímu určení původu nerovnováhy a poruch rozeznává ájurvéda patnáct subdóš:
1. VÁTA – prána, udána, samána, apána, vjána
2. PITTA – pačhaka, randžaka, sadhaka, aločhaka, bhradžaka
3. KAPHA – kledaka, avalambaka, bhodaka, tarpaka, šléšaka

### Doporučení a terapie
Ájurvéda se zaměřuje na dynamické vyvažování životních energií – prán – v těle a považuje většinu poruch za psychosomatické. Všechna doporučení jsou zaměřena na podporu rovnováhy dóš. Zahrnuje doporučení pro vyvážené stravování a životosprávu, různé terapie (paňčakarma) a procedury (aroma, hudba, čistění, masáže), pulsovou diagnostiku, tělesná (Hatha jóga) a dechová (pránájáma) cvičení a techniky rozvoje vědomí (meditace). Ájurvédské rostlinné a minerální doplňky stravy přispívají k harmonické vyváženosti mysli a těla oživením vnitřních životních energií.

### Metody
Vývoj ájurvédy nejvíce podpořil buddhismus, obzvláště jeho intenzivní zájem o udržování rovnováhy, který je znám v buddhismu jako mádhjamika. Ájurvéda zdůrazňuje umírněnost v jídle, spánku, pohlavním styku, užívání léků, apod. a zahrnuje kompletní systém životosprávy a stravování. Čarakasanhitá doporučuje desateronásobné vyšetření pacienta na úrovni všech pěti smyslů  a posuzuje: 1. konstituci, 2. abnormality, 3. zdroj, 4. stabilitu, 5. rozměry těla, 6. vhodnost stravy, 7. duševní sílu, 8. zažívání, 9. tělesnou zdatnost a 10. věk. Také hygiena je podle indických náboženských zvyků jednou z hlavních součástí ájurvédské životosprávy a zahrnuje pravidelné koupele, čistění zubů, jazyka, očí, uší apod. a příležitostné mazání těla sezamovým a jinými oleji. Oleje se užívají různě, včetně pravidelné konzumace ghí (přepuštěné máslo) jako součást stravy nebo i masáže hlavy teplým sezamovým olejem jako součást paňčakarmy (pětinásobného sezonního čistění). Sušruta ztotožňuje ucpání kanálů (šroty), které v těle dopravují tekutiny z jednoho místa na druhé, s blokacemi, které způsobují revmatismus, epilepsii, ochrnutí a křeče tím, že se tekutiny dostanou na nesprávné místo v těle. Pocení doporučuje ájurvéda jako nejvhodnější způsob, jak ucpané kanály otevřít a oslabit vliv dóši, která tyto blokace způsobuje.

## Vědecké studie
V Indii se výzkumu ájurvédských metod a preparátů ujala přímo indická vláda v národní síti výzkumných institutů. V Americe byl založen Dr. Scottem Gersonen, M.D., Ph.D. (ájurvéda) v roce 1982 "The National Institute of Ayurvedic Medicine (NIAM)", který poskytuje informace o ájurvédě a klinických zkušenostech posledních dvaceti let.

### Přínos ájurvédské medicíny
V prestižním lékařském časopise The Journal of the American Medical Association byla v květnu roku 2008 publikována recenze knihy o Ájurvédě – tradiční indické medicíně, ve které autor zdůrazňuje „biopsychoduchovní“ (biopsychospiritual) aspekty a srovnává ájurvédu s moderní psychiatrií.
Dawne Burrowes, ředitel Ayurvedic Rejuvenation and Wellnes Center, tvrdí, že nakupují všechny součásti od producentů, kteří obchodují s těmito produkty více než dvanáct let. Chopra Center nakupuje některé součásti i od importéra bylinných ájurvédských produktů v Berkeley, Kalifornie. Některé z těchto preparátů byly dle analýzy dr. Sapera kontaminované olovem, rtutí nebo arsenem. Dr. David Simon, ředitel Chopra Center for Well-Being, říká, že je správné provést analýzu všech rostlinných preparátů nezávislou laboratoří a že všechny doporučené byliny jsou bez jakýchkoliv toxických látek.

### Rizika ájurvédské medicíny
Prestižní lékařský časopis The Journal of the American Medical Association publikoval v srpnu roku 2008 výsledky analýzy rostlinných preparátů pro ájurvédu prodávaných v USA prostřednictvím internetu. Více než pětina takových preparátů byla kontaminována olovem, rtutí nebo arsenem.
V americkém časopise New York Times byl v reakci na výše zmíněnou analýzu v září 2008 publikován článek Starobylá, ale jak bezpečná? (Ancient, but how safe?), ve kterém jsou rozebírána některá rizika používání ájurvédských preparátů.
Jaromír Šrámek v kritickém textu na webu Českého klubu skeptiků Sisyfos rozebírá v lékařském časopise publikovaný případ akutní otravy olovem způsobené ájurvédským preparátem. Upozorňuje na to, že se nejedná o náhodnou nebo neúmyslnou kontaminaci; použití těžkých kovů je jako Rasa Shastra významnou součástí ájurvédské medikace.

### Kritika ájurvédské medicíny
Vědec Richard Dawkins zcela otevřeně ájurvédskou medicínu kritizuje a říká: „Myšlenka, že starověkost je to samé jako nahromaděné vědomosti v průběhu let, je zcela mylná … oživení ájurvédy v této době je to samé, jako pokoušet se zastavit krvácení pijavicemi.“